# 이순금
이순금(1912년~?)은 한국의 일제 강점기에 활동한, 공산주의 운동가이다. 해방 이후 월북하였다.

## 생애
경상남도 울산 출신. 부유한 집안에서 태어났고, 1946년 정판사(精版社) 위조지폐 사건으로 미군정에 검거되어 1950년 6월 대전형무소에서 복역중 처형당한 이관술(李觀述)의 여동생이다.
이관술과 이순금은 어머니가 달랐다. 아버지 이종락은 울산군 범서면 입암리의 유서 깊은 양반 가문의 장자였다. 일찍 결혼한 첫 아내가 이관술을 낳고 죽자 재혼해 두 자녀를 두었는데 다시 주막집 주모와의 사이에 태어난 게 이순금이다. 술집 주모의 이름은 김남이로, 딸 하나를 가진 과부였다. 
언양공립보통학교를 졸업하고, 1929년 4월 서울실천(實踐)여학교에 입학하였으며, 1년 뒤 동덕여자고등보통학교로 전학하였다. 이효정, 박진홍과 함께 어울렸고 교사 이관술이 지도하던 독서회에 참여했다. 이들이 광주학생운동 1주년에 맞춰 펼친 백지동맹을 주도했다. 반제동맹(反帝同盟) 동덕여자고등보통학교 책임자를 지냈고, 1932년 3월 졸업 후에는 영등포의 제사공장에 취업하여 동료들에게 의식화 교육을 통해 파업을 선동하였다.
같은 해 5월 ML계 조선공산당의 일원인 이평산이 상하이에 있는 양명과 한위건의 지시로 조선공산당재건투쟁협의회의 산하 학생부문조직으로 결성한 경성알에스(RS)협의회 사건에 연루, 검거되었으나 불기소처분으로 석방되었다.
1933년 2월 서울에서 적색노동조합 조직에 참여하던 중 체포되어 3월 경성지법 검사국에서 기소유예 처분을 받았다. 그 뒤 이재유와 비밀리에 결혼하였고, 경성고무공장 여공들을 동지로 규합해 적색노동조합을 조직하기 위해 노력하였다. 
이로 인해 1934년 1월 일본 경찰에 다시 검거되어 1935년 12월 경성지법에서 징역 2년을 선고받았고, 1937년 7월 만기 출옥하였다. 출옥 후 운동자금 조달 혐의로 일본 경찰에 검거되었으나 1938년 6월 경성지법에서 예심면소되었다. 1939년 박헌영이 조선공산당 재건을 위해 조직한 경성콤그룹에 참여하였다. 1941년 9월 일본 경찰의 수배를 받았으나 소재지 불명으로 기소 중지되었다.
박헌영과 함께 전라남도 광주로 피신하여 은둔하면서 경성콤그룹 조직원들간의 연락활동에 종사하였다. 1945년 8월 조선공산당 재건 준비위원회 결성에 참여하였고, 9월 조선공산당 중앙위원회 서기국원이 되었다.
1946년 2월 민주주의민족전선 결성대회에 참가하여 중앙위원으로 선출되었고, 같은 해 11월 남조선신민당·조선인민당·조선공산당의 3당이 합당되어 결성된 남조선노동당 중앙위원이 되었으며, 같은 해 8월 조선부녀자총동맹 결성에 참여하여 조직부에 소속되었다. 
11월 남조선노동당 중앙위원으로 선출되어 부녀부에서 일하였고, 남조선민주여성동맹에 가입하여 조직부원으로도 지냈다. 1955년 박헌영 재판에 증인으로 참석하였다. 해방 후 남조선노동당의 거두로 활동하였던 박헌영은 북한에서 1955년 12월 간첩 혐의로 재판을 받고 처형됐다. 절친했던 박헌영을 미제의 간첩이라고 비판한 것에 가담한 대가로 살아난 것이다.